# All
All – miejscowość w Hiszpanii, w Katalonii, w prowincji Girona, w gminie Isòvol.
Według danych z 2005 roku, miejscowość zamieszkiwało 146 osób.